# Stéphane Robelin
Stéphane Robelin ist ein französischer Filmregisseur und Drehbuchautor.

## Leben
Seit seinem Abschluss in Nizza 1993 an der Ecole Superieure de Réalisation Audiovisuelle produzierte Stéphane Robelin drei Kurzfilme, die sich um Borderline-Persönlichkeiten drehen. Es folgten Werbespots und Dokumentarfilme für France 2. Mit der Komödie Real Movie erschien 2004 sein Langfilm-Debüt. Für die Komödie Und wenn wir alle zusammenziehen? (2011) konnte er ein größeres Budget und ein internationales Schauspiel-Ensemble erlangen. 2017 erschien sein Film Monsieur Pierre geht online.

## Filmografie
- 1994: Rue des Morillons (Kurzfilm)
- 1995: Enculé! (Kurzfilm)
- 1996: Pile ou face (Kurzfilm)
- 2004: Real Movie
- 2011: Und wenn wir alle zusammenziehen? (Et si on vivait tous ensemble?)
- 2017: Monsieur Pierre geht online (Un profil pour deux)

## Auszeichnungen
- 2011: Variety Piazza Grande Award beim Locarno Filmfestival für Und wenn wir alle zusammenziehen?
- 2017: Hydro-Québec Award beim Internationalen Filmfestival in Abitibi-Témiscamingue für Monsieur Pierre geht online